# Rosemarie White
Rosemarie White (Jamaica, 9 de agosto de 1986) es una atleta jamaicana, especialista en la prueba de los relevos 4x400 m, con la que llegó a ser subcampeona del mundo en 2009 y en 2011.

## Carrera deportiva
Ha ganado dos medallas de bronce olímpicas en la prueba de relevos 4x400 metros, en las Olimpiadas de Pekín 2008 y Londres 2012.
Además ha conseguido dos medallas de plata en la misma prueba en los mundiales de Berlín 2009 y de Daegu 2011; en este último con un tiempo de 3:18.71 que supuso récord nacional de Jamaica, y quedaron situadas en el podio tras las estadounidenses y por delante de las británicas.